# 鲁兹
鲁兹（法語：Rouze，法語發音：[ʁuz]）是法国阿列日省的一个市镇，属于富瓦区。

## 地理
鲁兹（42°43'52"N, 2°4'14"E）面积9.51 平方千米，位于法国奧克西塔尼大區阿列日省，该省份为法国西南部内陆省份，西部和北部与上加龙省接壤，东临奥德省，东南至东比利牛斯省接壤，南与安道尔和西班牙接壤。
与鲁兹接壤的市镇（或旧市镇、城区）包括：阿尔蒂格、米雅内斯、勒普拉、勒皮什、康帕尼亚德索、埃斯库卢布尔、丰塔内斯德索。

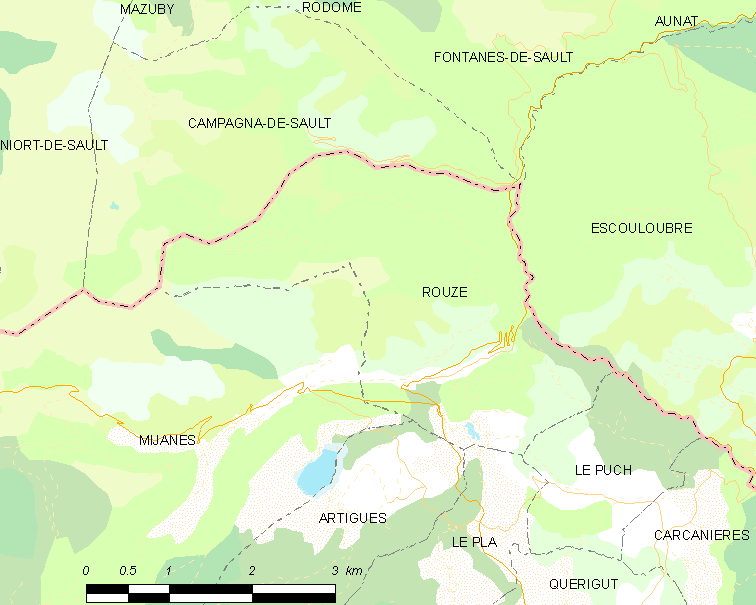
鲁兹的OSM定位图

鲁兹的时区为UTC+01:00、UTC+02:00（夏令时）。

## 行政
鲁兹的邮政编码为09460，INSEE市镇编码为09252。

## 政治
鲁兹所属的省级选区为上阿列日县。

## 人口

1962-2008年间鲁兹人口变化图示

鲁兹于2022年1月1日时的人口数量为85人。